# Loukas Giorkas
Loukas Giorkas (Grieks: Λούκας Γιώρκας) (Larnaca, 18 oktober 1986) is een Cypriotisch zanger.

## Biografie
Giorkas werd bekend dankzij zijn zege in de Griekse versie van X Factor in 2009. In datzelfde jaar bracht hij zijn eerste album uit: Mazi. Hij studeerde destijds Biologie aan de Universiteit van Patras.
Twee jaar na zijn overwinning in X Factor, won hij Ellinikós Telikós 2011, de Griekse voorronde voor het Eurovisiesongfestival. Samen met Stereo Mike bracht hij het nummer Watch my dance. Met dat nummer vertegenwoordigden ze Griekenland op het Eurovisiesongfestival 2011 in Düsseldorf, Duitsland. Ze eindigden in de finale op de zevende plaats.
1974: Marinella · 
1976: Mariza Koch · 
1977: Pascalis, Marianna, Robert & Bessy · 
1978: Tania Tsanaklidou · 
1979: Elpida · 
1980: Anna Vissi & Epikouri · 
1981: Yiannis Dimitras · 
1983: Kristi Stassinopoulou · 
1985: Takis Biniaris · 
1987: Bang · 
1988: Afroditi Frida · 
1989: Mariana Efstratiou · 
1990: Christos Callow & Wave · 
1991: Sophia Vossou · 
1992: Cleopatra · 
1993: Katerina Garbi · 
1994: Kostas Bigalis & The Sea Lovers · 
1995: Elina Konstantopoulou · 
1996: Mariana Efstratiou · 
1997: Marianna Zorba · 
1998: Thalassa · 
2001: Antique · 
2002: Michalis Rakintzis · 
2003: Mando · 
2004: Sakis Rouvas · 
2005: Elena Paparizou · 
2006: Anna Vissi · 
2007: Sarbel · 
2008: Kalomira · 
2009: Sakis Rouvas · 
2010: Giorgos Alkaios & Friends · 
2011: Loukas Giorkas feat. Stereo Mike · 
2012: Eleftheria Eleftheriou · 
2013: Koza Mostra feat. Agathonas Iakovidis · 
2014: Freaky Fortune feat. RiskyKidd · 
2015: Maria Elena Kiriakou · 
2016: Argo · 
2017: Demy · 
2018: Gianna Terzi · 
2019: Katerine Duska · 
2021: Stefania · 
2022: Amanda Tenfjord · 
2023: Victor Vernicos · 
2024: Marina Satti · 
2025: Klavdia
- Gemeinsame Normdatei: 1056981547
- International Standard Name Identifier: 0000 0004 0746 9936
- MusicBrainz: bedd8858-72a7-4d88-8319-0cc9ec318a0d
- Virtual International Authority File: 310509338
- WorldCat: E39PBJtmvMDv9yX3V9KTmyqJDq